# Distrito de Ocoña

Provincia de Camaná en Arequipa

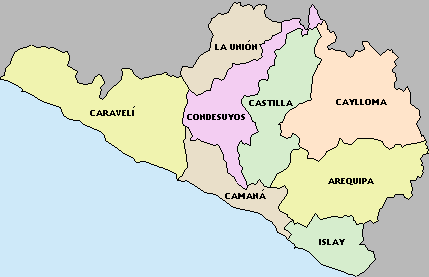
Provincias de Arequipa

El distrito de Ocoña es uno de los ocho que conforman la provincia de Camaná ubicada en el departamento de Arequipa en el Sur del Perú.
Desde el punto de vista jerárquico de la Iglesia católica forma parte de la Prelatura de Chuquibamba en la arquidiócesis de Arequipa.

## Historia de Ocoña
En la historia de la creación política de los distritos de Camaná no existe resolución de creación política del distrito de Ocoña, razón por la cual se aprobó en sesión de concejo la presente semblanza de la Creación Política del Distrito de Ocoña.
En plena conquista española, por provisión  del 19 de marzo de 1538 Ocoña se entregó como encomiendo a un español y a su mujer doña Gineza de Guillen. Al crearse los corregimientos y las intendencias, Ocoña formó parte de Camaná.
El libertador Simón Bolívar a inicios de la fundación de la República en el año 1825 elevó a Ocoña a la categoría de Distrito, lo cual fue legitimado por la ley de fecha 29 de diciembre de 1856 y ratificado por la ley del 2 de enero de 1857, Ocoña es el distrito más antiguo de la provincia de Camaná celebrando su aniversario el 2 de enero.
Con la creación de las municipalidades, se produce la división política creando los anexos y caseríos a partir de 1915; y el año 1957 el pueblo de Ocoña se convierte en capital de distrito del mismo nombre.
Con respecto al origen del nombre Ocoña, existen tres concepciones:
- El origen Quechua “Ucuña”, se cree que fue llamado así porque en este idioma “uc” significa “uno” y “uñu” significa “cría” que quiere decir “una cría” y se interpreta que el río que desemboca en el mar es como una cría (hijo) y en consecuencia el pueblo toma el nombre de su río.
- Origen Aymará “Occoña”, es posible que cuando los yungas poblaron la costa sur del Perú pudieron llamarla así, porque en Aymará “occo” significa Pantano  y “ña” indica que tiene Huecos, es decir un “Lugar que tiene Pantanos” y efectivamente el valle de Ocoña es muy húmedo, puesto que la capa freática es muy superficial.
- Origen español, se cuenta que uno de los conquistadores cuando llegó a este lugar, impresionado por la belleza del valle y por lo caudaloso de su río, en forma intempestiva expreso un término muy usado en España “Oh coño”, y a partir de ese momento los colonizadores que se quedaron en este lugar lo denominaron “Ocoña”

## Ubicación geográfica
El distrito de Ocoña se Ubica al sur de la provincia de Camaná, a una altitud de 12 m s. n. m., entre las coordenadas 16°25'40" de latitud Sur y 73°06'15" de Longitud Oeste. Está en el km 774 de la Panamericana Sur, a 45 minutos de Camaná, 11 horas y 15 minutos de Lima, y a 4 horas 45 minutos de Arequipa.

## Límites
- Por el norte: Con el distrito de Andaray (Provincia de Condesuyos)
- Por el noroeste: Con el distrito de Mariano Nicolás Valcárcel
- Por el sur: Con el océano Pacífico
- Por el sudeste: Con el distrito de Mariscal Cáceres (Provincia de Camaná)
- Por el este: Con el distrito de Chuquibamba (Provincia de Condesuyos)
- Por el oeste: Con el distrito de Atico (Provincia de Caravelí)

## Volcán
En este distrito se encuentra el volcán Cerro Quinchín, situado en la desembocadura del río Ocoña y a orillas del Océano Pacífico. Solo se conserva media parte, y se puede ver a simple vista, un valle redondo abierto hacia el NO. Este valle fue el cráter del volcán.

## Autoridades

### Municipales
- 2023 - 2026
  - Alcalde: Lic. Waldor José Llerena Torres (Actual alcalde de Ocoña)
- 2019 - 2022[3]
  - Alcalde: Marilu gonzales / autoridad mayor (Exalcaldesa de Ocoña)
- 2011 - 2018
  - Alcalde: José Alberto Carnero Taborga (Fuerza Arequipeña)
- 2007-2010
  - Alcalde: Germán Felipe Condo Sotomayor.
  - Regidores: Ceferino Víctor Ascue Alvarado (Aqp, Trad. y Fut.), Anyelo Ali Chiock Amesquita (Aqp, Trad. y Fut.), Luz Elia Arminda Ramírez Vargas (Aqp, Trad. y Fut.), Jorge Raúl Caviedes Justo (FA), Mariluz Coaquira Cabana (FA).
- 2003-2006
  - Alcalde: Zoilo José Gilberto Carnero Carnero.

### Religiosas
- Obispo Prelado: Mons.Jorge Izaguirre Rafael
- Parroquia San José de Ocoña:
  - Párroco: Pbro. Tito Augusto Poémape Dongo

## Turismo
El turismo en Ocoña se centra principalmente en sus hermosas playas de aguas mansas, cristalinas y cálidas. Algunas de las playas que más destacan son el balneario Caleta del Inca, Playa el palo y Punta la Chira.

### Festividades
- Virgen de la Candelaria.
- San José.
- San Isidro Labrador.